# Хуан Хосе Трамутола
Хуан Хосе Трамутола (ісп. Juan José Tramutola, 21 жовтня 1902, Ла-Плата — 30 листопада 1968, Ремедіос-де-Ескалада) — аргентинський футбольний тренер, насамперед відомий роботою зі збрною Аргентини, зокрема на першому чемпіонаті світу у 1930 році.

## Кар'єра тренера
Розпочав тренерську кар'єру 1929 року, очоливши у тандемі з Франсіско Оласаром тренерський штаб збірної Аргентини. Під керівництвом цих тренерів аргентинці стали переможцями домашнього для них чемпіонату Південної Америки 1929 року, а за рік брали участь у першому чемпіонаті світу. На мундіалі команда посіла друге місце, лише у фіналі поступившись господарям турніру, збірній Уругваю.
1938 року був головним тренером команди «Бока Хуніорс», а останнім відомим місцем тренерської роботи був клуб «Феррокаріль Оесте», головним тренером команди якого Хуан Хосе Трамутола був протягом 1948 року.
Помер 30 листопада 1968 року на 67-му році життя у місті Ремедіос-де-Ескалада.

## Титули і досягнення
- Віце-чемпіон світу: 1930